# Хромиты

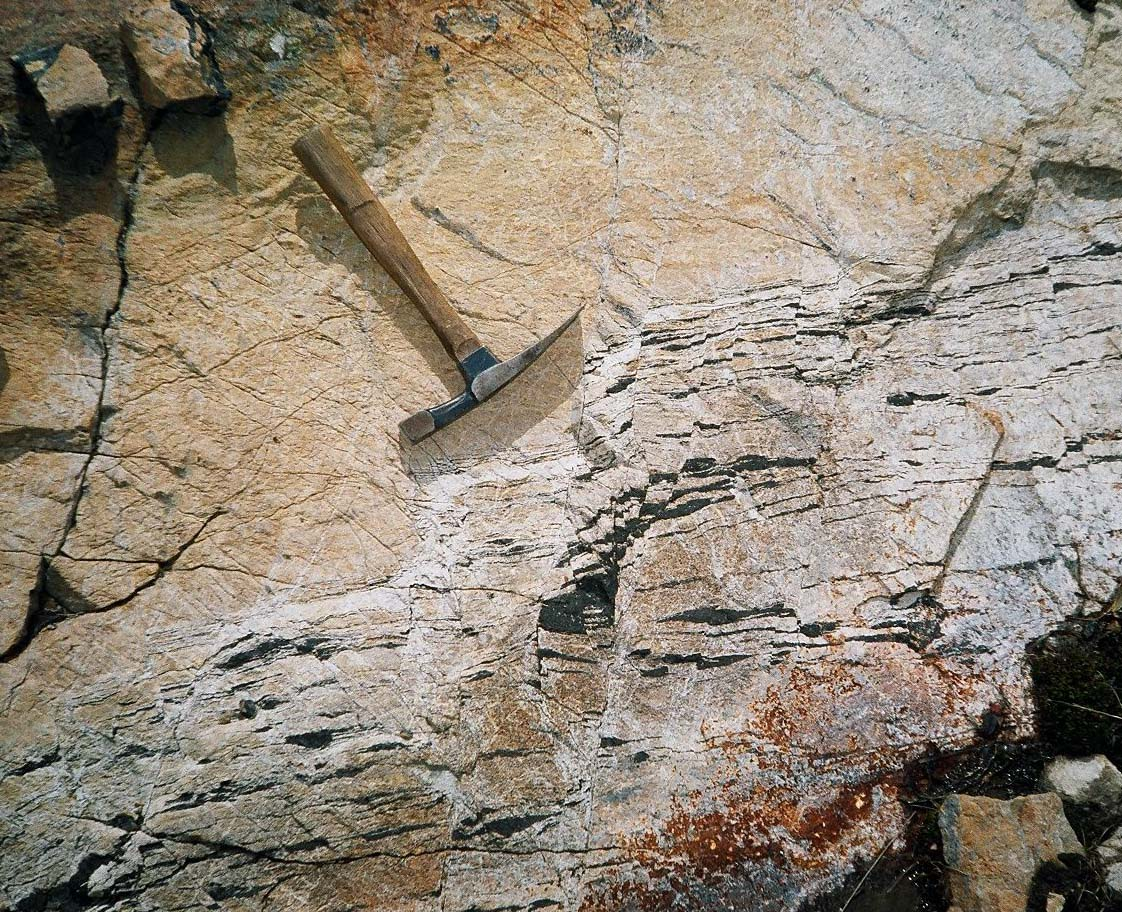
Хромиты

Хромиты (хромовые руды, минерал хромит) — природные минеральные агрегаты, содержащие хром в концентрациях и количествах, при которых экономически целесообразно извлечение металлического хрома и его соединений.

## Руды хрома
Собственно рудным компонентом являются т. наз. хромшпинелиды; по составу среди них выделяют хромит, магнохромит, алюмохромит и хромпикотит. Термин «Хромит» иногда применяется также для обозначения всей минеральной группы хромшпинелидов. В ассоциации с хромшпинелидами в хромитах постоянно встречаются серпентин, оливин, хлориты, иногда хромсодержащие гранаты. Местами с ними парагенетически связаны элементы платиновой группы.

## Состав
Химический состав хромитов колеблется в широких пределах - так, содержание СгО3 от 14% до 62%, FeO от 0% до 18% и более 96%; велика также амплитуда колебаний содержания окиси магния, окиси алюминия, кремнезёма. В зависимости от содержания хромшпинелидов различают вкрапленные (бедные) и массивные (богатые) хромиты.

## Месторождения
Хромиты встречаются почти исключительно в магматических ультраосновных породах — дунитах, перидотитах, серпентинитах и др.— в виде полос, линз, гнёзд, столбов и жил.

## Применение
По областям применения хромиты делят на металлургические, огнеупорные и химические.

## Месторождения хромитов
Наиболее крупные месторождения хромитов в России сосредоточены на Урале (Сарановское и ряд соседних месторождений). Также месторождения хромитов встречаются в Казахстане, Словении, на Кубе, в ЮАР, на Филиппинах, в Турции.